# Zeefproef
De zeefproef of zeefanalyse is een proef om de korrelverdeling van mineralen te bepalen.
Allereerst wordt de massa van het monster bepaald. Dan worden er verschillende zeven gekozen en op elkaar gestapeld. De kleinste zeefopening onder. Door nu het mineraal te zeven blijven er korrels achter op de verschillende zeven. Door de massa per zeef te bepalen kan het percentage per zeeftype (bijhorend bij een bepaalde korrelgrootte) worden bepaald.
De gegevens kunnen worden uitgezet in een grafiek, de zogenaamde zeefkromme of zeefgrafiek.